# 熊本県庁
熊本県庁（くまもとけんちょう）は、日本の地方公共団体である熊本県の行政機関（役所）である。

## 歴史
- 1871年（明治4年）
  - 7月14日 - 廃藩置県により、熊本県、人吉県が成立。熊本県庁所在地は花畑邸（旧藩庁）。（現県域のうち天草郡を除き、一部の豊後の国を含む。）
  - 10月22日 - 鎮西鎮台の設置により、花畑邸は接収され、有吉邸（二の丸）に県庁を移す。
  - 11月4日 - 西海道諸県の統合が実施され、熊本県、八代県、大分県にわかれる。
- 1872年（明治5年）6月14日 - 県庁を現・ 二本木に移転。熊本県は白川県となる。
- 1873年（明治6年）1月15日 - 八代県と白川県が合併し、白川県となる。
- 1875年（明治8年）11月24日 - 熊本城内の古城（ふるしろ）に移転。
- 1876年（明治9年）2月22日 - 熊本県と改称。
- 1877年（明治10年） - 西南戦争
- 1887年（明治20年）1月 - 新南千反畑町に移転。
- 1889年（明治22年）4月 - 市制・町村制を施行。
- 1896年（明治29年）6月 - 郡制を施行。
- 1931年（昭和6年）11月 - 陸軍特別大演習
- 1945年（昭和20年）7月1日 - 空襲により、庁舎を焼失。熊本市公会堂を仮庁舎として使用。
- 1946年（昭和21年）7月 - 行幸町で新庁舎建設着工。
- 1947年（昭和22年）4月 - 初の公選知事に桜井三郎が当選。
- 1948年（昭和23年）9月 - 中央本館が完成。
- 1949年（昭和24年）7月 - 議会棟が完成。
- 1950年（昭和25年）3月 - 東・南・北の各本館が完成。
- 1956年（昭和31年）5月 - 水俣病を公式発見。
- 1963年（昭和38年）2月 - 農政部庁舎が放火のため消失。
- 1967年（昭和42年）3月 - 水前寺（農林省、産蚕試験場跡）に本館が完成し、移転。旧県庁跡は熊本交通センターとなった。
- 1976年（昭和51年）3月 - 県立美術館が完成。
- 1985年（昭和60年）10月 - 県立図書館・熊本近代文学館が開館。
- 1994年（平成6年）10月 - 新庁舎建設着工。
- 1997年（平成9年）10月 - 新庁舎が完成し、オープン。
- 2000年（平成12年）1月 - 本館改修工事に着手。
- 2002年（平成14年）10月 - 本館改修工事が完了。

## 組織
2023年6月19日現在について記載。なお議事機関である熊本県の地方議会については熊本県議会を参照されたい。

知事 -木村敬
- 副知事 -竹内信義 ・亀崎直隆
  - 知事部局
    - 知事公室
      - 秘書グループ
      - 広報グループ
      - くまモングループ
      - 危機管理防災課

    - 総務部
      - 人事課
      - 財政課
      - 総務私学局
        - 県政情報文書課
        - 総務厚生課
        - 財産経営課
        - 私学振興課

      - 市町村・税務局
        - 市町村課
        - 消防保安課
        - 税務課

    - 企画振興部
      - 企画課
      - 地域・文化振興局
        - 地域振興課
        - 文化企画・世界遺産推進課

      - 交通政策・統計局 
        - 交通政策課
          - 空港アクセス整備推進室

        - 統計調査課

      - デジタル戦略局
        - デジタル戦略推進課
        - システム改革課

      - 球磨川流域復興局

    - 健康福祉部
      - 健康福祉政策課
        - 地域支え合い支援室
        - すまい対策室

      - 健康危機管理課
        - 衛生環境室

      - 長寿社会局
        - 高齢者支援課
        - 認知症対策・地域ケア推進課
        - 社会福祉課

      - 子ども・障がい福祉局
        - 子ども未来課
        - 子ども家庭福祉課
        - 障がい者支援課

      - 健康局
        - 医療政策課
        - 国保・高齢者医療課
        - 健康づくり推進課
        - 薬務衛生課

    - 環境生活部
      - 環境政策課
      - 水俣病保健課
      - 水俣病審査課
      - 環境局
        - 環境立県推進課
        - 環境保全課
        - 自然保護課
        - 循環社会推進課

      - 県民生活局
        - くらしの安全推進課
        - 消費生活課
        - 男女参画・協働推進課
        - 人権同和政策課

    - 商工労働部 
      - 商工政策課
      - 商工雇用創生局
        - 商工振興金融課
        - 労働雇用創生課

      - 産業振興局
        - 産業支援課
        - エネルギー政策課
        - 企業立地課
          - 半導体立地支援室

    - 観光戦略部
      - 観光国際政策課
      - 観光企画課
      - 観光振興課
      - 販路拡大ビジネス課

    - 農林水産部
      - 農林水産政策課
      - 団体支援課
      - 流通アグリビジネス課
      - 生産経営局
        - 農業技術課
        - 農産園芸課
        - 畜産課
        - 農地・担い手支援課

      - 農村振興局
        - 農村計画課
        - 農地整備課
        - むらづくり課
        - 技術管理課

      - 森林局
        - 森林整備課
        - 林業振興課
        - 森林保全課

      - 水産局
        - 水産振興課
          - あさり流通企画室

        - 漁港漁場整備課

    - 土木部
      - 監理課
      - 用地対策課
      - 土木技術管理課
      - 道路都市局
        - 道路整備課
        - 道路保全課
        - 都市計画課
          - 人吉・益城復興推進室

        - 下水環境課

      - 河川港湾局
        - 河川課
        - 港湾課
        - 砂防課

      - 建築住宅局
        - 建築課
        - 営繕課
        - 住宅課

    - 広域本部（県央、県北、県南、天草） - 地域振興局、熊本農政事務所、熊本土木事務所

  - 会計管理者
    - 出納局
      - 会計課
      - 管理調達課

  - 地方公営企業
    - 企業局
      - 総務経営課
      - 工務課
      - 発電総合管理所
      - 都呂々ダム管理事務所

    - 病院局
      - 総務経営課
      - 診療部
      - 看護部

  - 行政委員会
    - 教育委員会
      - 事務局（教育庁）
        - 教育政策課
        - 教育総務局
          - 学校人事課
          - 社会教育課
          - 文化課
            - 文化財資料室

          - 施設課

        - 教育指導局 
          - 高校教育課
          - 義務教育課
          - 特別支援教育課
          - 学校安全・安全推進課
          - 人権同和教育課
          - 体育保健課

    - 選挙管理委員会
    - 人事委員会
      - 事務局
        - 総務課
        - 公務員課

    - 監査委員
      - 事務局

    - 収用委員会
    - 労働委員会
      - 事務局
        - 審査調整課

    - 海区漁業調整委員会
      - 事務局 （有明海区、天草不知火海区）

    - 内水面漁場管理委員会
    - 公安委員会
      - 警察本部

### 出先機関図
|                              | 管轄地域（太字は広域本部所在地、※は地域振興局所在地）                               |
| 県央広域本部                 | 熊本市                                                                              |
| 県央広域本部宇城地域振興局   | 宇土市・宇城市※・美里町                                                             |
| 県央広域本部上益城地域振興局 | 御船町※・嘉島町・益城町・甲佐町・山都町                                             |
| 県北広域本部玉名地域振興局   | 荒尾市・玉名市※・玉東町・長洲町・南関町・和水町                                     |
| 県北広域本部鹿本地域振興局   | 山鹿市※                                                                             |
| 県北広域本部菊池地域振興局   | 菊池市※・合志市・大津町・菊陽町                                                     |
| 県北広域本部阿蘇地域振興局   | 阿蘇市※・南小国町・小国町・産山村・高森町・西原村・南阿蘇村                         |
| 県南広域本部八代地域振興局   | 八代市※・氷川町                                                                     |
| 県南広域本部芦北地域振興局   | 水俣市・芦北町※・津奈木町                                                           |
| 県南広域本部球磨地域振興局   | 人吉市※・錦町・多良木町・湯前町・水上村・相良村・五木村・山江村・球磨村・あさぎり町 |
| 天草広域本部天草地域振興局   | 上天草市・天草市※・苓北町                                                           |
- 2013年4月より地域振興の推進や住民サービスの提供を効果的・効率的に果たしていくため、地域振興局の広域体制を整備し、地域振興局を束ねる4広域本部を設置した。

- 地域振興局の標準的な組織体制
  - 総務部（総務振興課）
  - 保健福祉環境部（総務企画課、福祉課、衛生環境課、保健予防課）
  - 農林（水産）部（農業普及・振興課、農地整備課、林務課、（水産課））
  - 土木部（維持管理調整課、景観建築課、用地課、工務課）
- 県税については、広域本部の所在地に収税課、課税課（天草は税務課）が設置されている。